# Кінець історії
Кінець історії — філософське припущення, що історія людства з якогось моменту стане одноманітною, сповільниться або закінчиться (тобто буде досягнутий певний ідеал або кінцева точка буття). Завершення історії пов'язано з ідеєю мети, після досягнення якої зникають суперечності, які підштовхували колишню історію, а опис нового, неспішного і прямого розвитку важко назвати історією у звичному сенсі слова.
У Філософії Об'єднання (мунізмі) «кінець історії» трактується як завершення гріховної історії та боротьби між добром і злом: в «останні дні» сторона добра під проводом Месії природно підкорює зло силою істинної любові. Після цього настає епоха реалізації Божого ідеалу творення — Царство Небесне на землі, де все людство утворює «єдину сім’ю під Богом». Таким чином, уся попередня «історія провидіння відновлення» спрямована до цієї кульмінації, коли досягається мета творення та історія переходить від гріховного стану до ідеального світу.